# كين فيرغسون
كين فيرغسون (بالإنجليزية: Ken Ferguson)‏ هو سياسي أمريكي، ولد في 1951. حزبياً، نشط في الحزب الديمقراطي. وقد انتخب عضو مجلس نواب أركنساس.